# Sérgio Conceição
Sérgio Paulo Marceneiro da Conceição (n. 15 noiembrie 1974, Coimbra, Portugalia) este un antrenor de fotbal portughez și fost jucător care a jucat în cea mai mare parte a carierei pe poziția de extremă dreaptă. În prezent, este antrenorul clubului AC Milan din Serie A.
Fotbalistul Francisco Conceição este fiul său.
De-a lungul carierei, a jucat pentru zece echipe din cinci țări. După ce a câștigat recunoașterea internațională cu Porto, a trecut în Italia, unde a jucat pentru trei cluburi, câștigând titluri interne și europene la Lazio. A adunat în Primeira Liga un total de 97 de meciuri și 13 goluri în patru sezoane, adăugând 136 de meciuri și 13 goluri în Serie A. Conceição a jucat un total de 56 de meciuri pentru echipa națională de fotbal a Portugaliei, reprezentând națiunea la Euro 2000 și la Cupa Mondială din 2002, ajungând în semifinalele primei.
În 2012, Conceição și-a început cariera de antrenor, conducând cinci echipe în Primeira Liga și pe Nantes în Ligue 1. A stabilit recordul pentru cele mai multe meciuri ca antrenor al lui Porto, câștigând 11 titluri, inclusiv trei titluri de campionat și a reușit dubla în 2019–20 și 2021–22. După ce a părăsit echipa în iunie 2024, s-a alăturat lui AC Milan în decembrie a acelui an.

## Titluri

### Ca jucător
Leça
- Segunda Liga: 1994–95[2]

Porto
- Primeira Liga: 1996–97, 1997–98,[3] 2003–04[4]
- Taça de Portugal: 1997–98[3]
- Supertaça Cândido de Oliveira: 1996[3]

Lazio
- Seria A: 1999–2000[5]
- Cupa Italiei: 1999–2000,[5] 2003–04
- Supercopa Italiană: 1998
- Cupa Cupelor UEFA: 1998–99[6]
- Supercupa UEFA: 1999[7]

Portugalia
- Locul trei la Campionatul European UEFA: 2000[8]
- Vice-campion la Campionatul European Under-18 UEFA: 1992

Individual
- Pantoful de Aur Belgian: 2005[9]

### Ca antrenor
Porto
- Primeira Liga: 2017–18,[10] 2019–20,[11] 2021–22[12]
- Taça de Portugal: 2019–20,[13] 2021–22,[14] 2022–23,[15] 2023–24[16]
- Taça da Liga: 2022–23[17]
- Supertaça Cândido de Oliveira: 2018,[18] 2020,[19] 2022[20]

AC Milan
- Supercoppa Italiana: 2024[21]

Individual
- Cel mai bun antrenor în Primeira Liga: 2017–18, 2019–20, 2021–22[22]
- Antrenorul lunii în Primeira Liga: octombrie/noiembrie 2018,[23] decembrie 2018,[24] februarie 2020[25] decembrie 2020, decembrie 2021, martie 2022